# Dunepark (Cyprien Gaillard)

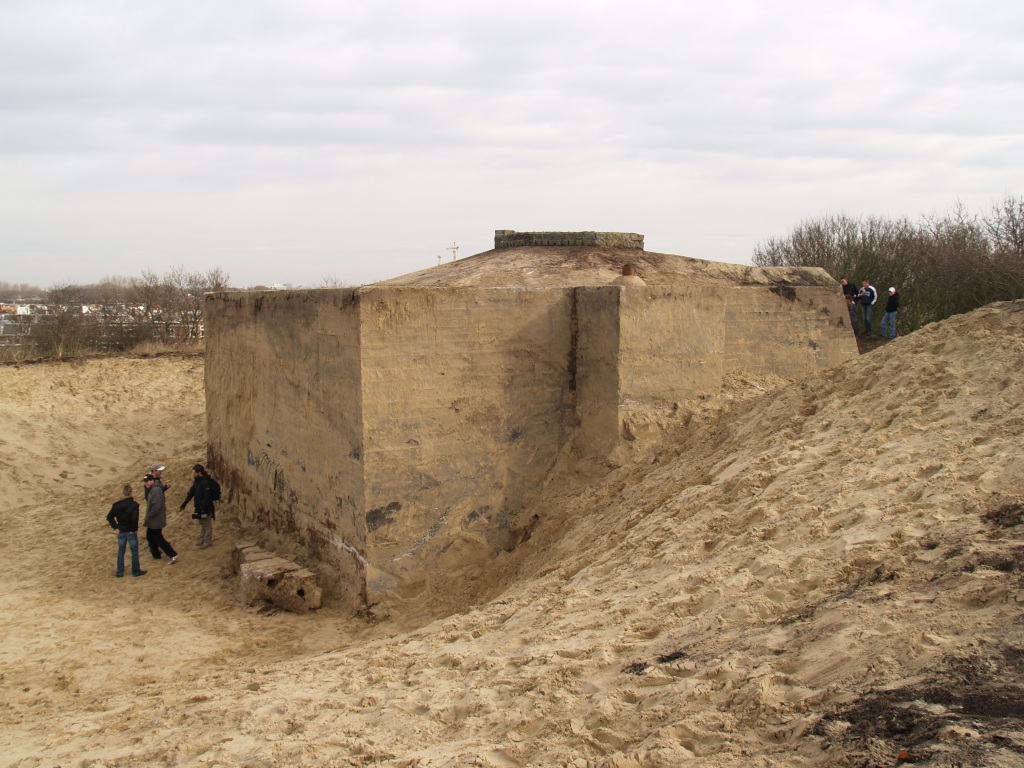
Uitgegraven Duitse bunker in de Scheveningse duinen

Dunepark was een site-specifiek project van Cyprien Gaillard, een Frans beeldend kunstenaar, waarbij in februari 2009 in Scheveningen in de wijk Duindorp een Duitse bunker uit de Tweede Wereldoorlog werd uitgegraven. Het project heeft ruim een maand geduurd en daarna is de bunker weer onder het zand verdwenen.
De betreffende bunker was onderdeel van de Atlantikwall en ligt in de Bosjes van Poot, hoek Nieboerweg en Houtrustweg. De bunker bood uitzicht op Duindorp en op de monding van het Afvoerkanaal. Na de oorlog is de bunker onder het zand begraven, dat was goedkoper dan slopen.